# Bradycalanus sarsi
Bradycalanus sarsi är en kräftdjursart som först beskrevs av Farran 1939.  Bradycalanus sarsi ingår i släktet Bradycalanus och familjen Megacalanidae. Inga underarter finns listade i Catalogue of Life.